# Native-Police-Corps
Das Native-Police-Corps war eine Polizeitruppe in Australien, deren etwa 60 Mitglieder zu drei Vierteln aus Aborigines bestand; Männer vom Stamm der Wurundjeri und Bunurong dienten als Fährtensucher. Es wurde erstmals 1842 in Port Phillip (damals New South Wales – heute Victoria) gebildet. Andere Native-Police-Corps wurden 1848 in Queensland, Northern Territory, Western Australia und South Australia gegründet.

## Victoria
Anfragen an die Errichtung eines Native-Police-Corps wurden in Port Phillip bereits 1837 gemacht, als Captain William Lonsdale an Gouverneur Richard Bourke einen entsprechenden Brief schrieb. Die Kosten der Haltung und Versorgung des Polizei-Corps war ein Hindernis, das die Gründung verzögerte, bis Superintendent Charles La Trobe die Kosten 1842 übernahm.

### Errichtung
Henry EP Dana wurde als Kommandant des Corps ausgewählt, das ein berittenes Kommando mit einfachen Soldaten aus Aborigines und europäischen Offizieren bestand. Das Kommando wurde ursprünglich in Narre Warren, einem Protektorat der Aborigines 25 km südöstlich von Melbourne gegründet, aber Dana verlegte das Hauptquartier im März 1842 an die Ufer des Merri Creek.
Es gab zwei Ziele dieser Truppe: Die Fähigkeiten der indigenen Völker bei der Spurensuche auszunutzen sowie diese Truppen in der weißen Gesellschaft zu assimilieren. Sowohl La Trobe als auch der Assistenz-Protector, William Thomas, erwarteten, dass diese ihre traditionelle Lebensweise aufgeben würden, sobald sie der Disziplin der Polizei-Arbeit ausgesetzt seien. Zu ihrer Enttäuschung setzten die Truppen ihre Teilnahme an Corroborees (Tanzrituale) und rituellen Kämpfen fort, wenn auch ohne Uniform.
Als ein Älterer der Wurundjeri, war Billibellarys Zustimmung zum Vorschlag zur Errichtung des Corps wichtig für den Erfolg. Nach einer Bedenkzeit unterstützte er die Initiative und meldete sich sogar selber als Freiwilliger an. Er legte die Uniform an und erfreute sich seines Status, indem er im Camp auf und ab paradierte, war aber bedacht, die aktiven Pflichten des Polizisten zu vermeiden, um Interessenkonflikte mit seinen Pflichten als Ngurungaeta (Führer) der Wurundjeri zu vermeiden.
Nach etwa einem Jahr legte Billibellary sein Amt bei dem Native-Police-Corps nieder, als er herausfand, dass sie dazu genutzt wurde, Aborigines zu fangen und sogar zu töten. Von nun an machte er sein Möglichstes, um das Corps zu unterminieren, und erreichte, dass viele der native troopers desertierten; nur wenige blieben länger als drei oder vier Jahre.

### Pflichten
Die Pflichten der Native Police beinhalteten die Suche durch Spurensucher, genannt Aborigines Tracker, nach vermissten Personen, Liefern von Nachrichten und dem Eskortieren von Würdenträgern durch unbekanntes Territorium. Während der Ära des Goldrauschs patrouillierten sie auch auf den Goldfeldern und suchten nach entflohenen Häftlingen. Es wurden ihnen Uniformen, Waffen, Essen und ein eher fragwürdiges Gehalt zur Verfügung gestellt. Allerdings führten die Verlockung der Goldfelder, das schlechte Gehalt und Danas Tod 1852 dazu, dass das Native Police Corps im Januar 1853 offiziell aufgelöst wurde.

### Zusammenstöße
Die Native Police wurde gerufen, um an Massakern an Aborigines in den westlichen Distrikten Victorias 1843 teilzunehmen. Bei der Rückkehr nach Melbourne prahlte ein Mitglied der Truppen über einen Vorfall, bei dem 17 Männer der Aborigines vom Corps getötet wurden. Aus Berichten abgeleitet ist es wahrscheinlich, dass der Kommandant, Henry EP Dana, seine Truppen angewiesen hatte, eher zu schießen als Gefangene zu machen.
„Captain say big one stupid catch them very good shoot them, you blackfellows, no shoot them me hand cuff you and send you to jail.“ („Captain sagt dumm sie fangen, sehr gut sie schiessen. Du schwarzer Kumpel, Du sie nicht schießen Du Handschellen und gehst Du ins Gefängnis“) wurde nach Aufzeichnungen von Thomas von einem Corps-Mitglied berichtet.
Mit gesunkenen Berichten über Attacken in den westlichen Distrikten werden nach zwei Jahren Native Police 1845 zwei neue Truppenmitglieder in Port Fairy eingestellt.
Es gab auch Zusammenstöße zwischen dem Native-Police-Corps und den Gunai 1846 am Snowy River.

## Queensland
In Queensland wurde das Corps der Native Police am 17. August 1848 unter dem Kommando von Frederick Wheeler eingerichtet, um über die besiedelten Distrikte hinaus eingesetzt zu werden. Bis November hatte Wheeler 14 Aborigines aus vier verschiedenen Stämmen und Sprachgruppen aus den Gegenden um Murrumbidgee, Murray und Edwards River rekrutiert und machte Vorbereitungen, um den Murray River Richtung Macintyre-Land zu verlassen. Seine Mannschaft reiste entlang des Darling River und erreichte Macintyre River am 10. Mai 1849. Dort wurden sie zuerst eingesetzt und reduzierten mit großem Erfolg die Attacken der Aborigines und den Widerstand gegen die Siedler. Wheeler war verantwortlich für eines der größten Massaker in Queensland, das Goulbolba-Hill-Massaker, mit 300 getöteten Aborigines.
In Queensland wurden Stämme des Südens in gewalttätigen Auseinandersetzungen mit Gruppen der nördlichen Sprachen eingesetzt.

## South Australia
1853 gründete der Polizei Kommissar Alexander Tolmer eine Native-Police-Force. Sie wurde eingesetzt, um in den entfernten ländlichen Regionen von South Australia Spuren zu suchen und Polizeiarbeit zu leisten.